# Letefoho (Verwaltungsamt)
| \| \| |
|       |

|  |

Letefoho ist ein osttimoresisches Verwaltungsamt (portugiesisch Posto Administrativo) in der Gemeinde Ermera. Der Verwaltungssitz befindet sich in Letefoho.

## Geographie

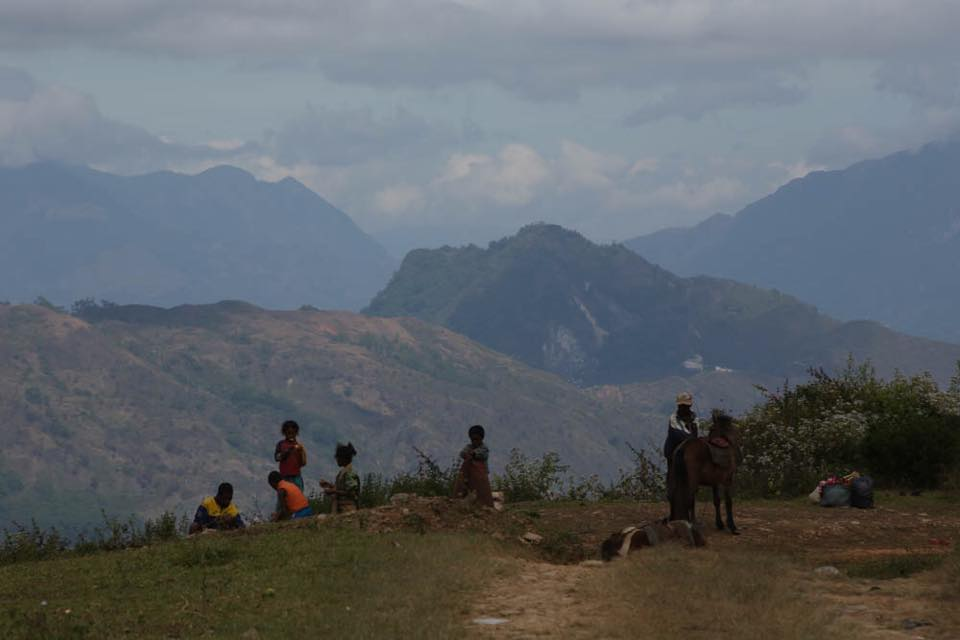
Im Verwaltungsamt Letefoho

Bis 2014 wurden die Verwaltungsämter noch als Subdistrikte bezeichnet. Vor der Gebietsreform 2015 hatte Letefoho eine Fläche von 129,09 km². Nun sind es 133,30 km².
Das Verwaltungsamt Letefoho liegt im Osten der Gemeinde Ermera. Im Norden liegt das Verwaltungsamt Ermera, im Westen das Verwaltungsamt Hatulia und im Süden das Verwaltungsamt Atsabe. Im Nordosten grenzt Letefoho an den zur Gemeinde Aileu gehörenden gleichnamigen Verwaltungsamt und im Nordwesten an die zur Gemeinde Ainaro gehörenden Verwaltungsämter Maubisse und Ainaro. Im Norden von Letefoho liegt der relativ große See Lehumo. Die Flüsse von Letefoho fließen alle nach Westen ab und enden im Fluss Lóis. An der Ostgrenze zu Ainaro liegen die Ramelau-Bergen zu denen auch der auf dem Gebiet von Atsabe liegende Tatamailau gehört, Osttimors höchster Berg. Der Verwaltungsamt Letefoho teilt sich in neun Sucos: Assui-Lauque Catrai Caraic (Catrai-Craic, Katrai Kraik), Catraileten (Catrai Leten, Katrai Leten), Ducurai (Dukurai), Eraulo, Goulolo, Hatugau, Haupu (Haupau, Letefoho) und Lauana.
In der Region gibt es größere Höhlen.
Im ganzen Verwaltungsamt finden sich heilige Stätten der traditionellen, animistischen Religion Timors, wie Bäume, Quellen und Totems.

Klimadaten
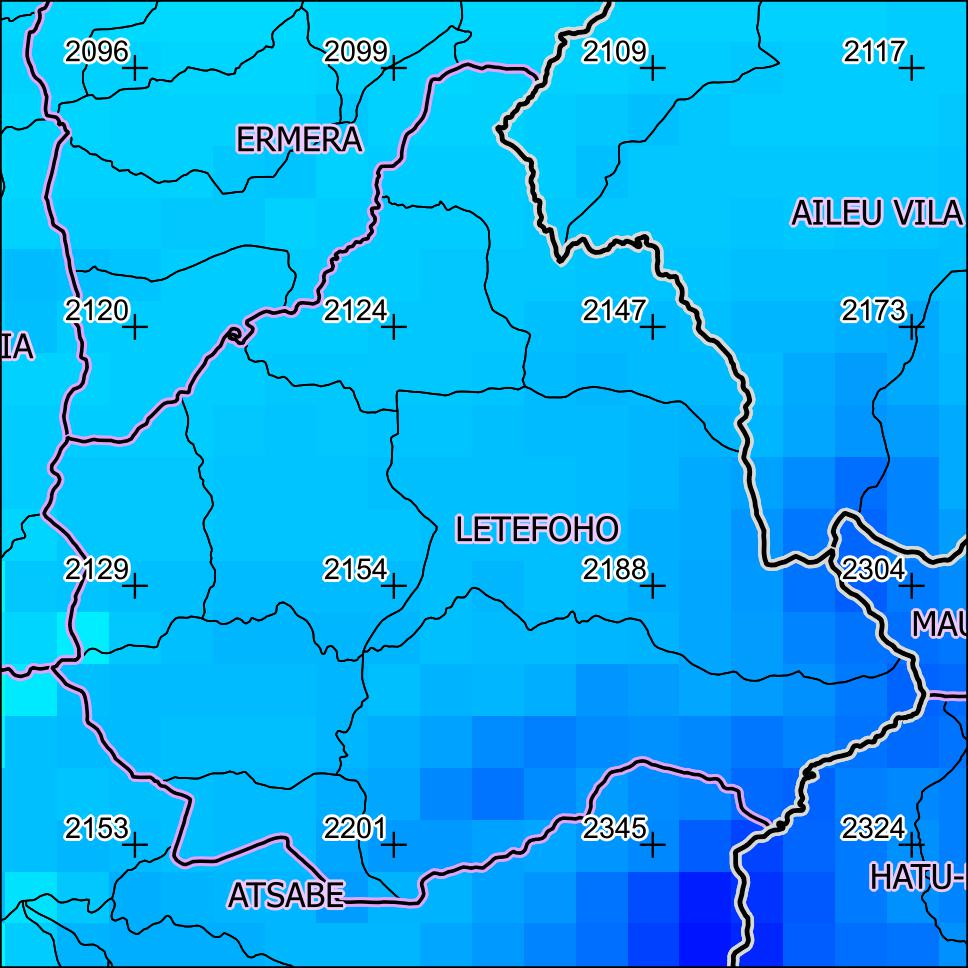
Jährliche Niederschlagsmenge (2000)
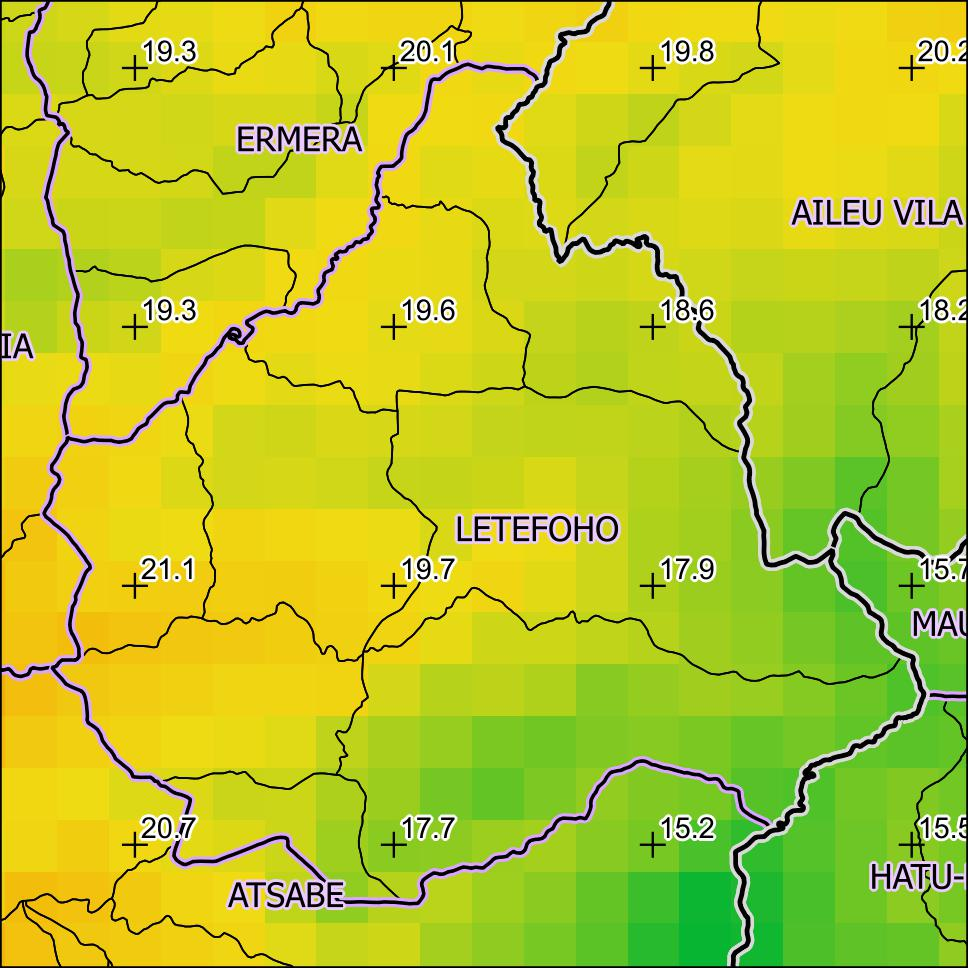
Jahresdurchschnitts-temperatur (2000)

## Einwohner

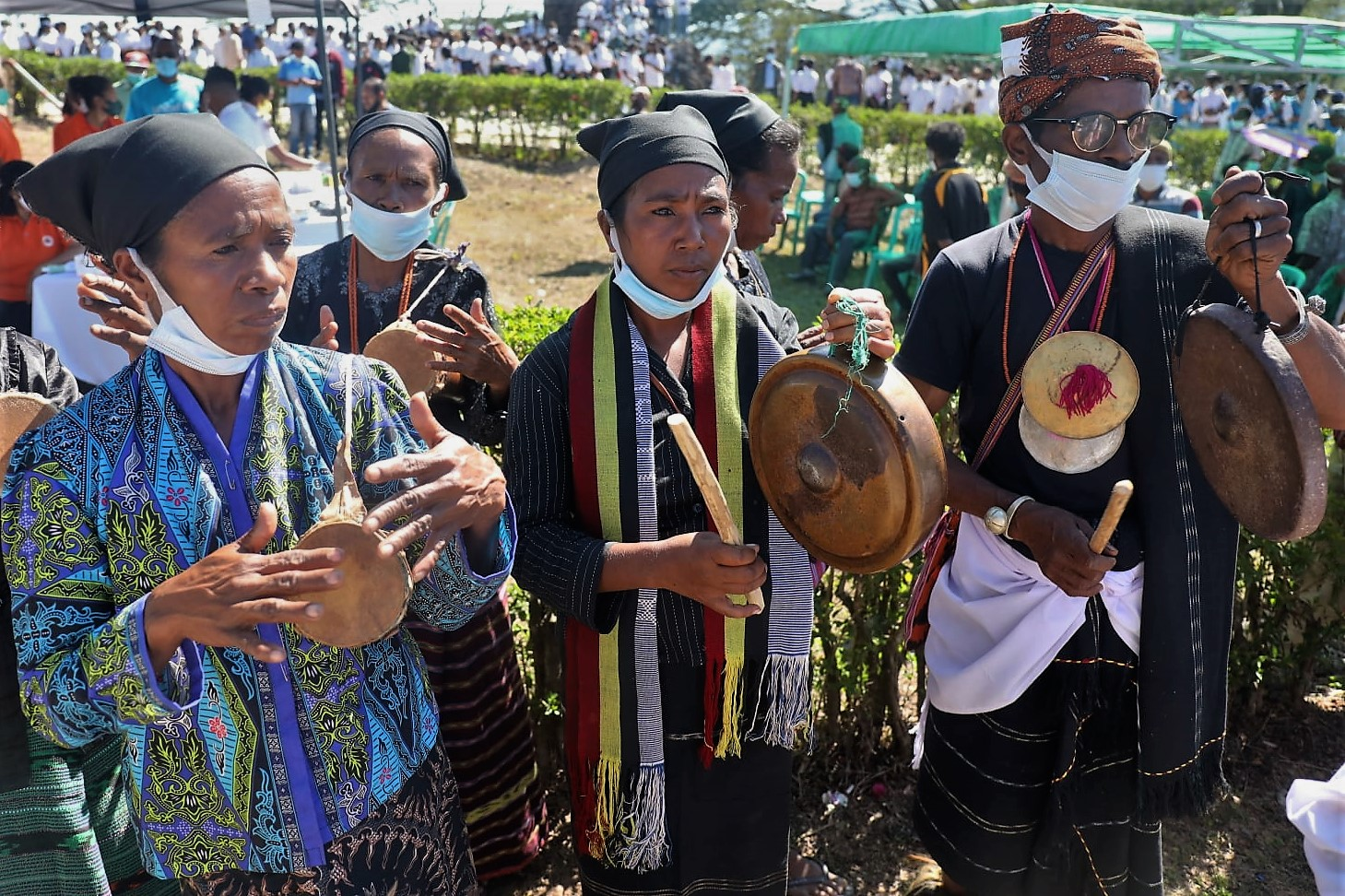
Traditionelle Musiker in Letefoho

In Letefoho leben 22.064 Menschen (2022), davon sind 11.425 Männer und 10.639 Frauen. Im Verwaltungsamt gibt es 4.941 Haushalte. Die größte Sprachgruppe bilden die Sprecher der Nationalsprache Mambai. Der Altersdurchschnitt beträgt 17,9 Jahre (2010, 2004: 16,6 Jahre).

## Geschichte

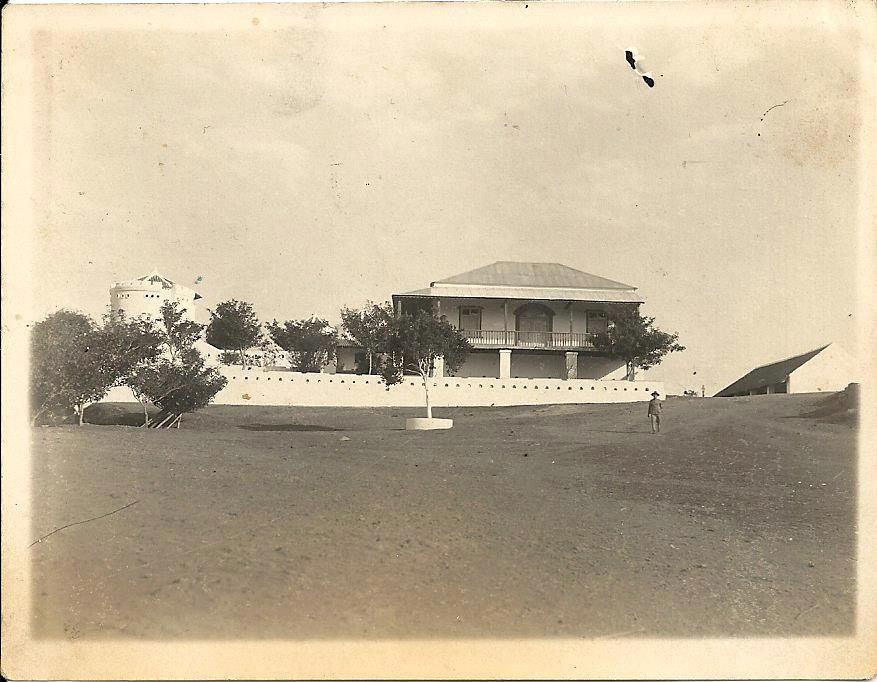
Tranqueira in Letefoho in den 1920er Jahren

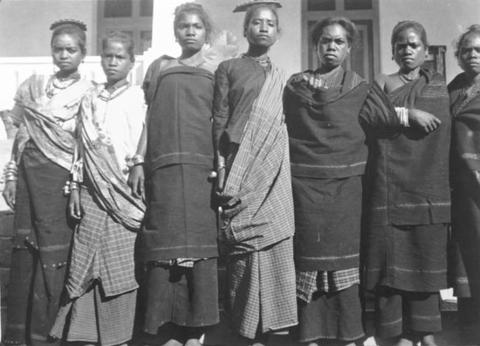
Frauen aus Letefoho vor 1940 (Álbum Fontoura)

1903 scheiterte ein Aufstand Letefohos gegen die portugiesischen Kolonialherren.
Am 3. Mai 1976 erreichten das indonesische Bataillon 512 Letefoho. Im Ort und den benachbarten Dörfern begannen sie Menschen zu töten, weswegen die Zivilisten in die Wälder flohen. In Catraileten, am Fuß des Tatamailaus, entstand eine Widerstandsbasis (base de apoio), in der Tausende Zivilisten Schutz unter der FALINTIL suchten. Hier konnten sie Ackerbau betreiben und so ihre Grundversorgung sichern. Die Basis wurde am 18. Mai 1978 von den Indonesiern eingekreist und zerstört. Die indonesischen Streitkräfte beschossen die Basis mit Mörsern, Panzerfäuste und Artillerie. Flugzeuge bombardierten die Stellungen. Viele Menschen starben durch Landminen. Wer nicht fliehen konnte, wurde in den Ort Letefoho gebracht.
Diejenigen, die entkommen waren, flohen nach Lesemau, wo sie nur wenig Nahrung in den Wäldern finden konnten. Indonesische Flugzeuge versprühten Giftstoffe, die sich auf essbare Pflanzen legte und in das Trinkwasser gelangte. Etwa 400 Menschen starben, weil sie das vergiftete Wasser tranken oder Wildpflanzen aßen. Selbst Knollen, die 15 cm unter der Oberfläche wuchsen, waren vergiftet. Von den Angehörigen der Aldeia Catrai Caraic starben alle bis auf eine Frau und ihre Enkelin. Die Überlebenden flohen weiter nach Hatulete (Suco Catrai Caraic). Dort wurden sie schließlich vom indonesischen Bataillon 512 und Angehörigen der Zivilverteidigung (Hansip) gefangen genommen. Die Gefangenen kamen in das Internierungslager im Ort Letefoho. Ein weiteres Internierungslager für Zivilisten, ein sogenanntes Transit Camp, gab es im damaligen Subdistrikt Ende 1979 in Goulolo.

## Politik

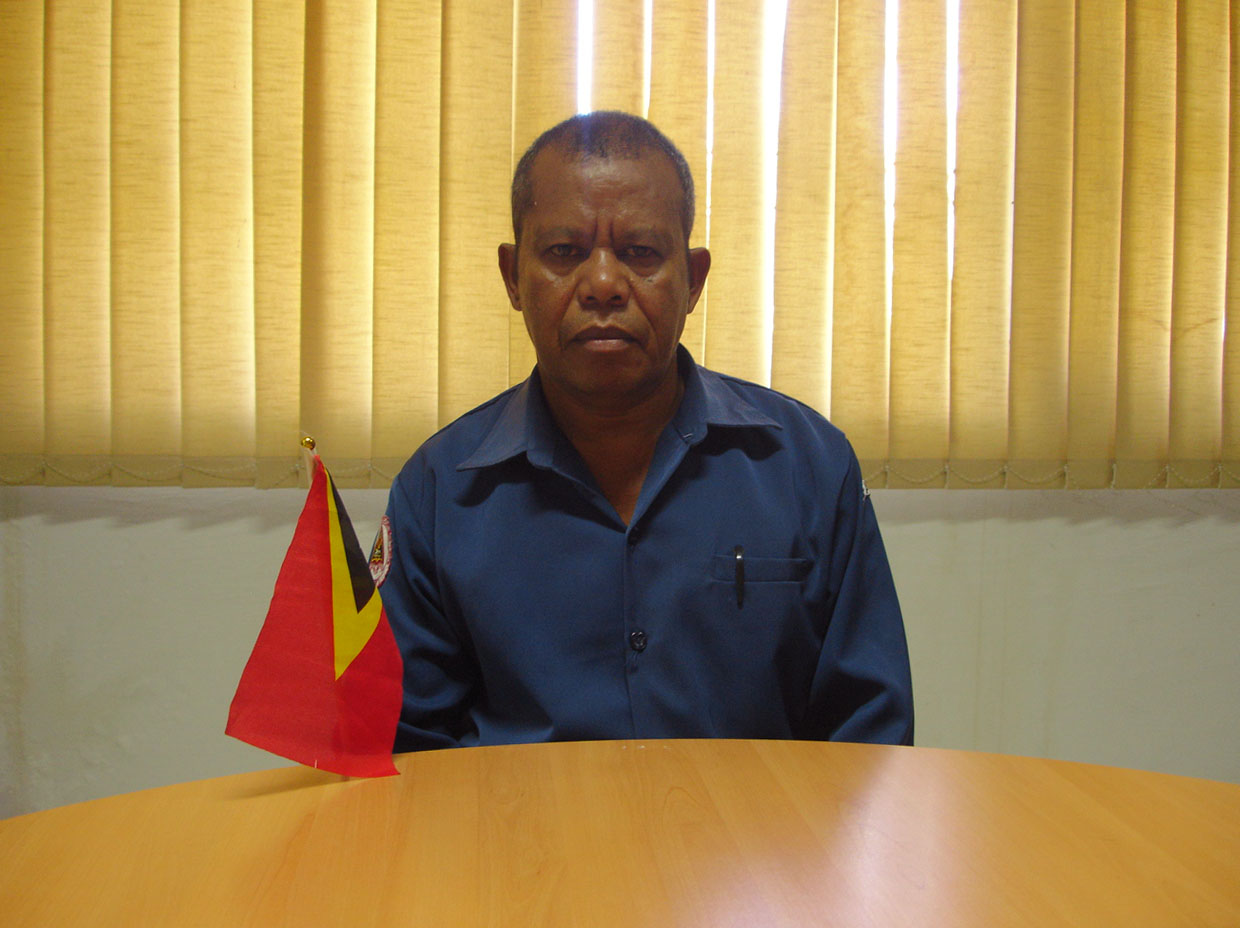
Administrator Américo Soares (2013)

In der indonesischen Besatzungszeit fungierte Lino de Jesus Torrezão zwischen 1991 und 1994 als Administrator von Letefoho.
Der Administrator des Verwaltungsamts wird von der Zentralregierung in Dili ernannt. 2015 war dies Américo Soares, 2016 João Felisberto de Deus, ab 2021 Antonio Manuel Soares und 2023 António Manuel de Araújo. Am 29. Januar 2024 wurde Vicente Maria de Deus zum Administrator ernannt.

## Wirtschaft
Die Region gehört zu den Zentren des Kaffeeanbaus in Osttimor. 67 % der Haushalte in Letefoho bauen Kaffee an, 66 % Mais, 64 % Maniok, 49 % Gemüse (Tomaten, Bohnen und Erbsen), 8 % Kokosnüsse und nur 1 % Reis.

## Persönlichkeiten
- Domingos da Silva Soares (1952–2025), Geistlicher

## Partnerschaft
Mit der australischen Stadt Melville verbindet das Verwaltungsamt Letefoho seit 2005 eine Partnerschaft.